# Бенковаць-Фужинський
45°18′ пн. ш. 14°40′ сх. д. / 45.30° пн. ш. 14.67° сх. д.
Бенковаць-Фужинський (хорв. Benkovac Fužinski) — населений пункт у Хорватії, у Приморсько-Горанській жупанії у складі громади Фужине.

## Населення
Населення за даними перепису 2011 року становило 33 осіб.
Динаміка чисельності населення поселення:

## Клімат
Середня річна температура становить 7,45 °C, середня максимальна – 20,09 °C, а середня мінімальна – -6,14 °C. Середня річна кількість опадів – 1529 мм.
| Клімат поселення                              | Клімат поселення | Клімат поселення | Клімат поселення | Клімат поселення | Клімат поселення | Клімат поселення | Клімат поселення | Клімат поселення | Клімат поселення | Клімат поселення | Клімат поселення | Клімат поселення | Клімат поселення |
| Показник                                      | Січ.             | Лют.             | Бер.             | Квіт.            | Трав.            | Черв.            | Лип.             | Серп.            | Вер.             | Жовт.            | Лист.            | Груд.            |                  |
| Середній максимум, °C                         | 4,45             | 5,05             | 7,46             | 11,24            | 15,90            | 19,62            | 20,09            | 19,82            | 16,12            | 12,37            | 7,38             | 3,92             |                  |
| Середня температура, °C                       | −0,84            | −0,24            | 2,16             | 5,94             | 10,61            | 14,32            | 16,38            | 16,13            | 12,41            | 8,67             | 3,67             | 0,22             |                  |
| Середній мінімум, °C                          | −6,14            | −5,55            | −3,15            | 0,64             | 5,30             | 9,01             | 12,69            | 12,43            | 8,71             | 4,97             | −0,03            | −3,47            |                  |
| Норма опадів, мм                              | 103              | 100              | 116              | 127              | 112              | 131              | 93               | 113              | 138              | 170              | 185              | 141              |                  |
| Середньомісячна швидкість вітру, м/с          | 3.43             | 3.58             | 3.59             | 3.31             | 3.05             | 2.90             | 2.75             | 2.85             | 2.99             | 3.34             | 3.66             | 3.70             |                  |
| Середньомісячна сонячна радіація, кДж/м²·день | 4287             | 7158             | 10331            | 14708            | 18784            | 20330            | 21957            | 18456            | 13672            | 8942             | 4661             | 3611             |                  |
| --------------------------------------------- | ---------------- | ---------------- | ---------------- | ---------------- | ---------------- | ---------------- | ---------------- | ---------------- | ---------------- | ---------------- | ---------------- | ---------------- | ---------------- |
| Джерело:                                      |                  |                  |                  |                  |                  |                  |                  |                  |                  |                  |                  |                  |                  |